# Bezdenitsa
Bezdenitsa (bulgariska: Безденица) är ett distrikt i Bulgarien.   Det ligger i kommunen Obsjtina Montana och regionen Montana, i den nordvästra delen av landet, 90 kilometer norr om huvudstaden Sofia.
Omgivningarna runt Bezdenitsa är en mosaik av jordbruksmark och naturlig växtlighet. Runt Bezdenitsa är det glesbefolkat, med 10 invånare per kvadratkilometer.